# Leichtathletik-Länderkampf der Männer 1938 Schweden – Deutschland
| 11. Leichtathletik-Länderkampf mit deutscher Beteiligung 1938 | 11. Leichtathletik-Länderkampf mit deutscher Beteiligung 1938 |                                       |
| ------------------------------------------------------------- | ------------------------------------------------------------- | ------------------------------------- |
|                                                               |                                                               |                                       |
| Ländervergleich der Männer: Schweden – Deutschland            |                                                               |                                       |
| Austragungsort                                                | Stockholm                                                     |                                       |
| Wettbewerbe                                                   | 20                                                            |                                       |
| Datum                                                         | 27./28. August 1938                                           |                                       |
| 1. GER 2. SWE                                                 | 108 Punkte 100 Punkte                                         |                                       |
| Chronik                                                       |                                                               |                                       |
| ← NLD-GER (M)                                                 | erster LK 1939:00 SWE-GER Geher (M) →                         | erster LK 1939:00 SWE-GER Geher (M) → |

Im elften und letzten Vergleich des Länderkampfjahres 1938 standen sich die Männer aus Schweden und Deutschland gegenüber. Ausgetragen wurde die Begegnung am 27./28. August in der schwedischen Hauptstadt Stockholm. Bereits im Mai hatten die Geher der beiden Länder einen speziellen Vergleich in ihren Disziplinen miteinander ausgetragen.

## Wettbewerbe und Modus
Auf dem Programm standen wie im Aufeinandertreffen der deutschen Leichtathleten mit den USA mit Ausnahme des Marathonlaufs, des damals einzigen Gehwettbewerbs und des Zehnkampfs alle olympischen Disziplinen. Die Veranstaltung fand verteilt auf zwei Tage statt.
Die Punkteverteilung in den Einzeldisziplinen entsprach dem Standard. In der Staffel wurde mit vier zu eins gewertet.

## Sportliche Leistungen
Die sportlichen Leistungen lagen auf einem bemerkenswert hohen Niveau. So gab es zwei Rekorde/Bestleistungen zu verzeichnen.
- Weltrekord (WR):
  - Hammerwurf: 59,00 m Erwin Blask, Deutschland[1]
- Jahresweltbestleistung ( WL):
  - Kugelstoßen: 16,52 m Hans Woellke, Deutschland
- Landesbestleistungen:
  - 110-Meter-Hürdenlauf: 14,6 s Håkan Lidman, Schweden
  - 3000-Meter-Hindernislauf: 9:10,8 min Lars Larsson, Schweden

Hervorzuheben sind die folgenden weiteren Leistungen:
- Stabhochsprung: drei Springer mit Höhen von vier Metern oder mehr:
  - 4,05 m Karl Sutter, Deutschland
  - 4,00 m Wolfgang Hartmann, Deutschland
  - 4,00 m Bo Ljungberg, Schweden
- Speerwurf: zwei Werfer mit Weiten jenseits von siebzig Metern:
  - 71,18 m Lennart Atterwall, Schweden
  - 71,00 m Gerhard Stöck, Deutschland

## Ergebnis
In den drei Laufwettbewerben einschließlich der beiden Staffeln errangen die schwedischen Sportler fünf, die deutschen Athleten sieben Siege. In den acht technischen Disziplinen lagen beide Teams je vier Mal vorn, doch Deutschlands Leichtathleten waren bezüglich der Punkte aufgrund ihrer größeren Anzahl von Doppelerfolgen auch hier leicht voraus. Damit ergab sich am Ende der Gesamtstand von 108 zu 100 Punkten für Deutschland und die deutschen Sportler errangen im nun vierten Vergleich in einer Veranstaltung mit dem kompletten leichtathletischen Programm den ersten Sieg gegen diesen Gegner. Den deutschen Gehern war das bereits im Mai dieses Jahres gelungen.

## Legende
Kurze Übersicht zur Bedeutung der Symbolik – so üblicherweise auch in sonstigen Veröffentlichungen verwendet:
| WR | Weltrekord                          |
| WL | Weltjahresbestleistung (World Lead) |
| WR | Weltrekord                          |

## Resultate

### 100 m
| Platz | Athlet             | Land | Zeit (s) |
| ----- | ------------------ | ---- | -------- |
| 1     | Lennart Strandberg | SWE  | 10,7     |
| 2     | Manfred Kersch     | GER  | 10,9     |
| 3     | Gerd Hornberger    | GER  | 10,9     |
| 4     | Lennart Lindgren   | SWE  | 11,0     |

Datum: 27. August

### 200 m
| Platz | Athlet             | Land | Zeit (s) |
| ----- | ------------------ | ---- | -------- |
| 1     | Jakob Scheuring    | GER  | 21,4     |
| 2     | Lennart Strandberg | SWE  | 21,8     |
| 3     | Karl Neckermann    | GER  | 21,9     |
| 4     | Lennart Lindgren   | SWE  | 21,9     |

Datum: 28. August

### 400 m
| Platz | Athlet                 | Land | Zeit (s) |
| ----- | ---------------------- | ---- | -------- |
| 1     | Rudolf Harbig          | GER  | 47,4     |
| 2     | Erich Linnhoff         | GER  | 48,0     |
| 3     | Bertil von Wachenfeldt | SWE  | 48,7     |
| 4     | Carl-Henrik Gustafsson | SWE  | 49,6     |

Datum: 28. August

### 800 m
| Platz | Athlet           | Land | Zeit (min) |
| ----- | ---------------- | ---- | ---------- |
| 1     | Rudolf Harbig    | GER  | 1:52,5     |
| 2     | Bertil Andersson | SWE  | 1:53,5     |
| 3     | Lennart Nilsson  | SWE  | 1:53,7     |
| 4     | Franz Eichberger | GER  | 1:54,8     |

Datum: 27. August

### 1500 m
| Platz | Athlet           | Land | Zeit (min) |
| ----- | ---------------- | ---- | ---------- |
| 1     | Åke Jansson      | SWE  | 3:54,8     |
| 2     | Henry Jonsson    | SWE  | 3:55,0     |
| 3     | Harry Mehlhose   | GER  | 3:55,6     |
| 4     | Fritz Schaumburg | GER  | 4:02,6     |

Datum: 27. August

### 5000 m
| Platz | Athlet         | Land | Zeit (min) |
| ----- | -------------- | ---- | ---------- |
| 1     | Henry Jonsson  | SWE  | 14:46,8    |
| 2     | Åke Jansson    | SWE  | 14:47,0    |
| 3     | Otto Eitel     | GER  | 14:48,0    |
| 4     | Georg Ostertag | GER  | 14:51,8    |

Datum: 28. August

### 10.000 m
| Platz | Athlet          | Land | Zeit (min) |
| ----- | --------------- | ---- | ---------- |
| 1     | Max Syring      | GER  | 30:54,2    |
| 2     | Torsten Tillman | SWE  | 31:04,0    |
| 3     | Erik Larsson    | SWE  | 31:07,8    |
| 4     | Ernst Eberhardt | GER  | 31:24,0    |

Datum: 27. August

### 110 m Hürden
| Platz | Athlet        | Land | Zeit (s) |
| ----- | ------------- | ---- | -------- |
| 1     | Håkan Lidman  | SWE  | 14,6     |
| 2     | Harry Nilsson | SWE  | 15,2     |
| 3     | Karl Kumpmann | GER  | 15,2     |
| 4     | Erwin Wegner  | GER  | 15,3     |

Datum: 27. August

### 400 m Hürden
| Platz | Athlet                    | Land | Zeit (s) |
| ----- | ------------------------- | ---- | -------- |
| 1     | Friedrich-Wilhelm Hölling | GER  | 53,1     |
| 2     | Kell Areskoug             | SWE  | 53,7     |
| 3     | Georg Glaw                | GER  | 54,0     |
| 4     | E. Lindström              | SWE  | 56,3     |

Datum: 28. August

### 3000 m Hindernis
| Platz | Athlet         | Land | Zeit (min) |
| ----- | -------------- | ---- | ---------- |
| 1     | Lars Larsson   | SWE  | 9:10,8     |
| 2     | Ludwig Kaindl  | GER  | 9:18.0     |
| 3     | J. Johansson   | SWE  | 9:26,8     |
| 4     | Alfred Dompert | GER  | 9:35,6     |

Datum: 28. August

### 4 × 100 m Staffel
| Platz | Besetzung       | Land                                                           | Zeit (s) |
| ----- | --------------- | -------------------------------------------------------------- | -------- |
| 1     | Deutsches Reich | Manfred Kersch Gerd Hornberger Karl Neckermann Jakob Scheuring | 41,2     |
| 2     | Schweden        | Gösta Klemming Åke Stenqvist Erik Lindgren Lennart Strandberg  | 41,7     |

Datum: 27. August

### 4 × 400 m Staffel
| Platz | Besetzung       | Land                                                                   | Zeit (min) |
| ----- | --------------- | ---------------------------------------------------------------------- | ---------- |
| 1     | Deutsches Reich | Karl Rinck Manfred Bues Erich Linnhoff Rudolf Harbig                   | 3:13,6     |
| 2     | Schweden        | Lennart Nilsson Carl-Henrik Gustafsson Tomasson Bertil von Wachenfeldt | 3:16,6     |

Datum: 28. August

### Hochsprung
| Platz | Athlet          | Land | Höhe (m) |
| ----- | --------------- | ---- | -------- |
| 1     | Kurt Lundqvist  | SWE  | 1,96     |
| 2     | Gustav Weinkötz | GER  | 1,93     |
| 3     | Åke Ödmark      | SWE  | 1,93     |
| 4     | Hans Martens    | GER  | 1,93     |

Datum: 28. August

### Stabhochsprung
| Platz | Athlet            | Land | Höhe (m) |
| ----- | ----------------- | ---- | -------- |
| 1     | Karl Sutter       | GER  | 4,05     |
| 2     | Wolfgang Hartmann | GER  | 4,00     |
| 3     | Bo Ljungberg      | SWE  | 4,00     |
| 4     | Bertil Gustafsson | SWE  | 3,90     |

Datum: 27. August

### Weitsprung
| Platz | Athlet           | Land | Weite (m) |
| ----- | ---------------- | ---- | --------- |
| 1     | Luz Long         | GER  | 7,51      |
| 2     | Åke Stenqvist    | SWE  | 7,35      |
| 3     | Wilhelm Leichum  | GER  | 7,28      |
| 4     | Lennart Eliasson | SWE  | 7,14      |

Datum: 28. August

### Dreisprung
| Platz | Athlet            | Land | Weite (m) |
| ----- | ----------------- | ---- | --------- |
| 1     | Lennart Andersson | SWE  | 14,91     |
| 2     | Karl Kotratschek  | GER  | 14,66     |
| 3     | Heinz Wöllner     | GER  | 14,48     |
| 4     | Åke Hallgren      | SWE  | 14,32     |

Datum: 27. August

### Kugelstoßen
| Platz | Athlet          | Land | Weite (m) |
| ----- | --------------- | ---- | --------- |
| 1     | Hans Woellke    | GER  | 16,52 WL  |
| 2     | Gerhard Stöck   | GER  | 15,83000  |
| 3     | Gunnar Bergh    | SWE  | 15,75000  |
| 4     | Arvid Fernström | SWE  | 15,00000  |

Datum: 28. August

### Diskuswurf
| Platz | Athlet         | Land | Weite (m) |
| ----- | -------------- | ---- | --------- |
| 1     | Åke Hedvall    | SWE  | 49,69     |
| 2     | Gunnar Bergh   | SWE  | 49,65     |
| 3     | Ernst Lampert  | GER  | 49,31     |
| 4     | Willy Schröder | GER  | 48.96     |

Datum: 27. August

### Hammerwurf
| Platz | Athlet           | Land | Weite (m) |
| ----- | ---------------- | ---- | --------- |
| 1     | Erwin Blask      | GER  | 59,00 WR  |
| 2     | Karl Hein        | GER  | 56,91000  |
| 3     | Oscar Malmbrandt | SWE  | 52,41000  |
| 4     | Fred Warngård    | SWE  | 50,05000  |

Datum: 27. August

### Speerwurf
| Platz | Athlet            | Land | Weite (m) |
| ----- | ----------------- | ---- | --------- |
| 1     | Lennart Atterwall | SWE  | 71,18     |
| 2     | Gerhard Stöck     | GER  | 71,00     |
| 3     | Friedrich Gerdes  | GER  | 69,46     |
| 4     | Wiking Strömqvist | SWE  | 62,11     |

Datum: 28. August

## Weblink
- Deutschland — Schweden 108:100. In: Revalsche Zeitung vom 29. August 1938, Nr. 195, abgerufen am 12. Dezember 2024

## Einzelnachweis
1. ↑  Athletics - Progression of world records Hammer throw - Men (englisch), sport-record.de (PDF; 1603 KB), abgerufen am 12. Dezember 2024